# Castillo de Krimulda
El castillo de Krimulda (en alemán: Burg Kremon, en letón: Krimuldas pils) se encuentra a las afueras de Sigulda, municipio de Sigulda en la región de Vidzeme de Letonia y es una atracción turística. El castillo data del siglo XIV y fue destruido en una guerra en 1601. Fue vivienda del príncipe Liven, construida en estilo clásico.
El castillo forma parte de la mansión de Krimulda, abierta al público y que ofrece servicios de hospedaje y cata de vinos.

## Historia
Durante el siglo XIII, la margen izquierda del río Gauja estaba gobernada por la Orden de los Hermanos de la Espada (más tarde conocida como la Orden de Livonia), mientras que los territorios de la margen derecha estaban bajo el dominio del consejo de arzobispos de Riga. El castillo de Krimulda pertenecía al Consejo Superior de Riga, que era un grupo de doce sumos sacerdotes que asesoraban al arzobispo.
El castillo de Krimulda fue construido cuando Albert Suerbeer era arzobispo de Riga, probablemente en 1255. Se ubica en el borde de un banco alto en el lado derecho de Gauja, cerca del del río Vikmeste y el pueblo de Livs. 
Esta ubicación hizo que fuera casi imposible de conquistar. Por un lado, estaba protegido por la empinada pared del valle del río Gauja, dos lados adicionales estaban obstruidos por el río Vikmeste, que tenía orillas igualmente empinadas, y el cuarto lado bordeaba un barranco artificial con un puente levadizo que conducía al castillo. El profundo valle del río Vikmeste también proporcionó una frontera natural entre las tierras de Krimulda y Turaida.
El castillo fue construido utilizando rocas de gran tamaño. El muro exterior del castillo a nivel del suelo tenía unos 2 metros/6 a 7 pies de espesor.
El castillo estuvo involucrado en una serie de batallas entre la Orden de Livonia y el Arzobispo de Riga, así la invasión por parte de Iván el Terrible en el siglo XV. En la primavera de 1601, durante la guerra sueco-polaca, fue conquistada por el ejército sueco. En el otoño de ese mismo año, los suecos incendiaron el castillo al ver a las tropas polacas acercarse. El castillo quedó sin reparar después del incendio.
El castillo recuperó su función a mediados del siglo XIX bajo la propiedad del Príncipe Lieven, quien hizo una reconstrucción parcial.

## Galería
Ruinas del castillo de Krimulda en 2014.

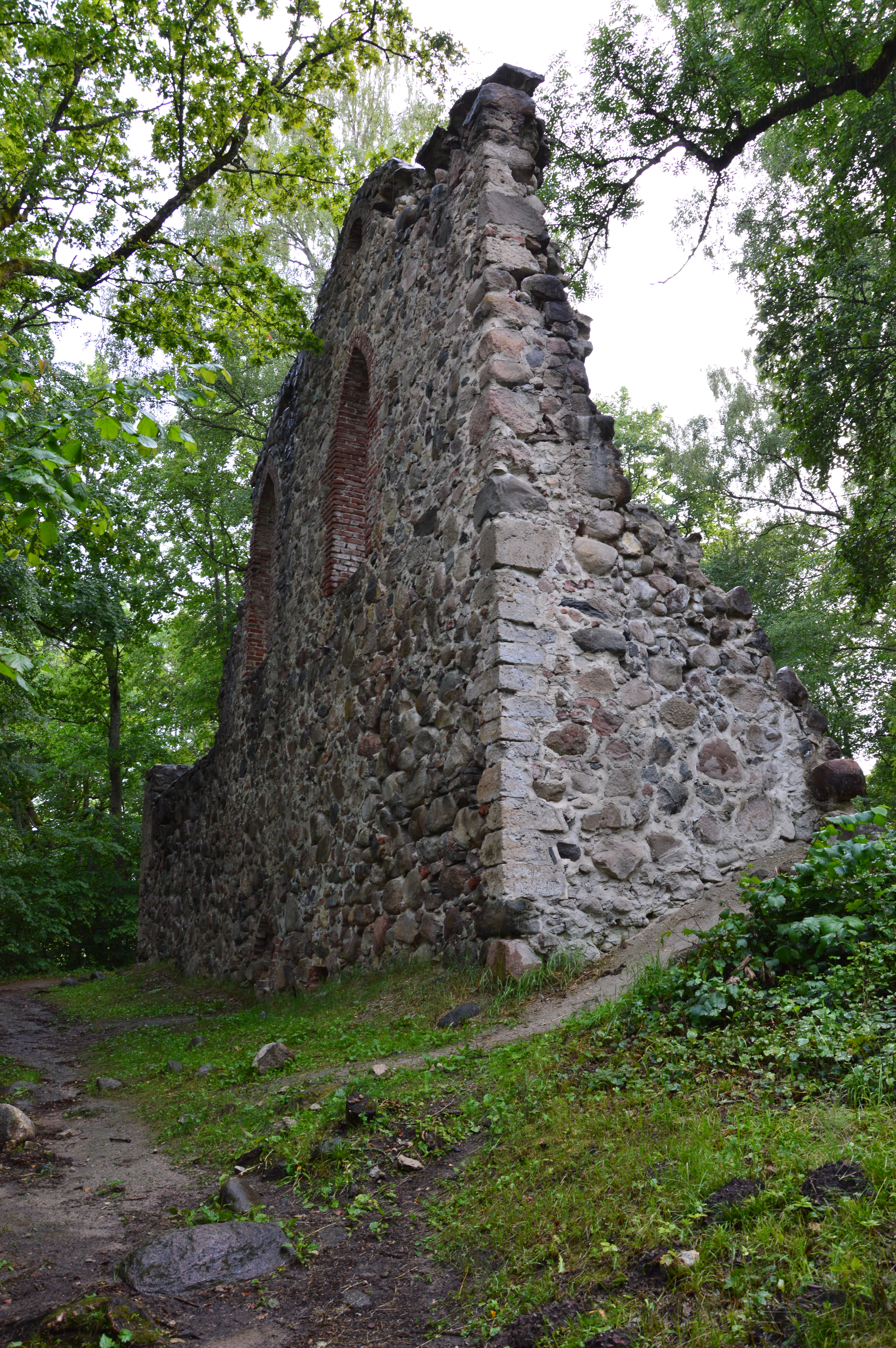
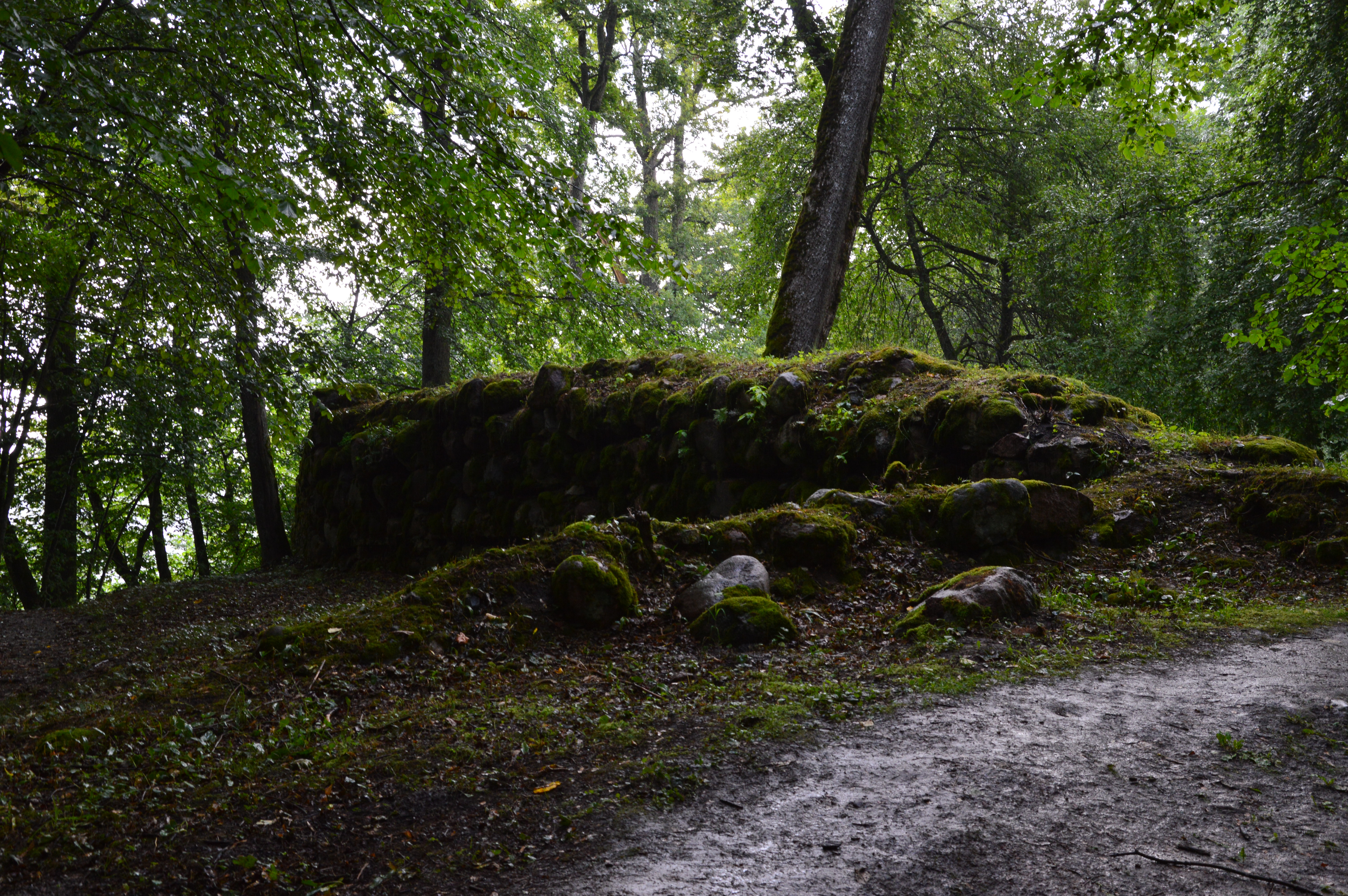
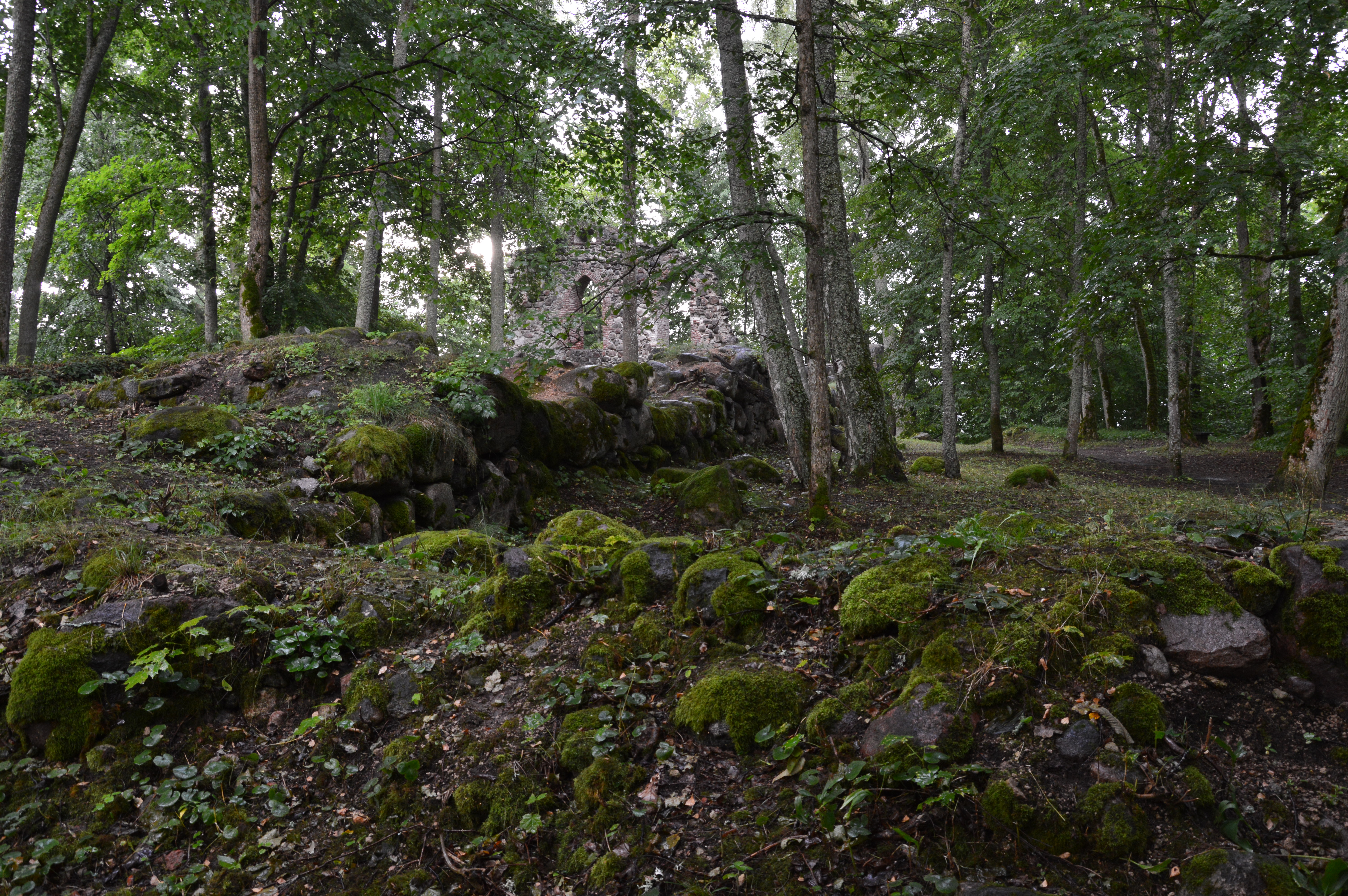
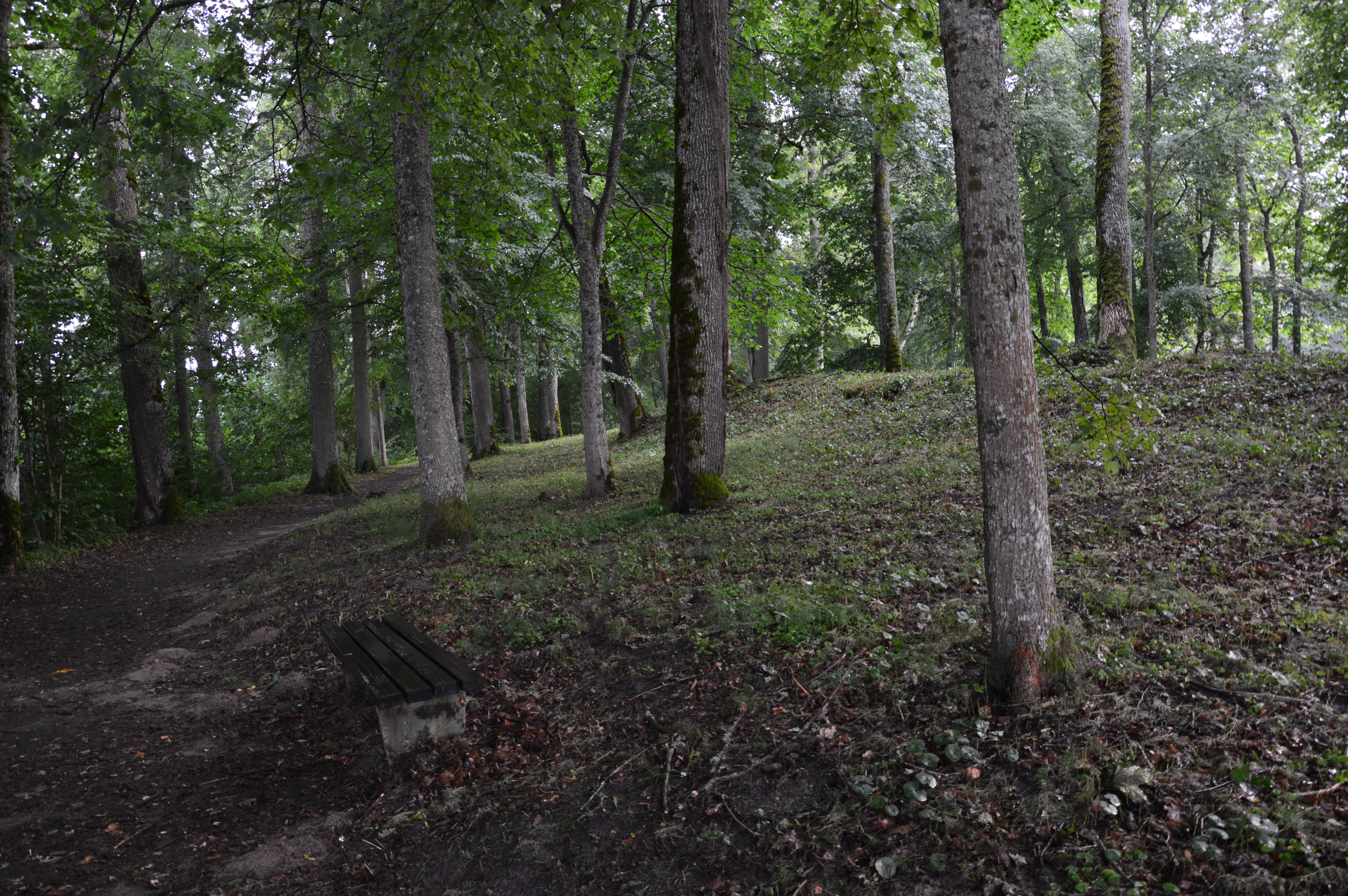
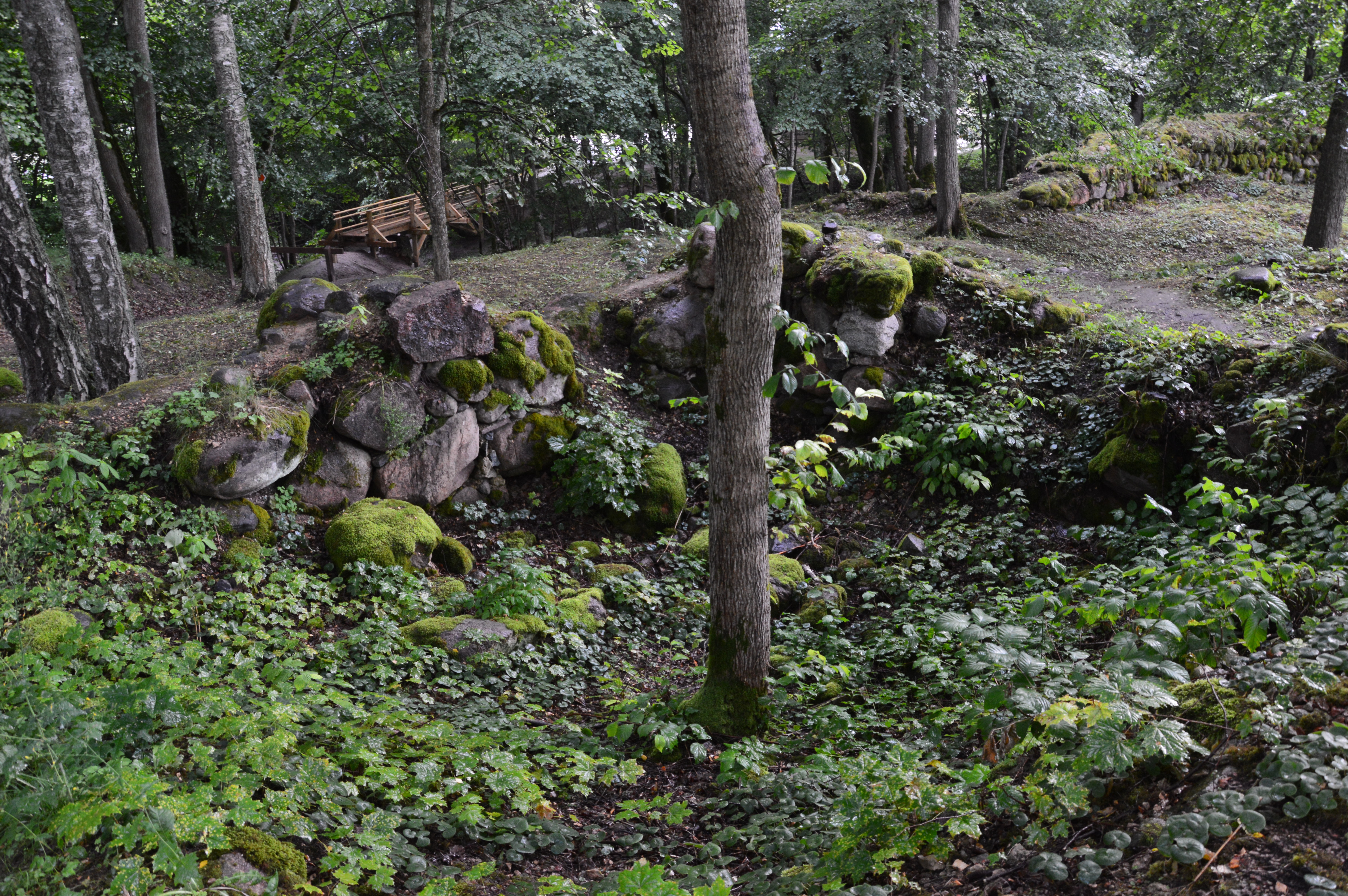
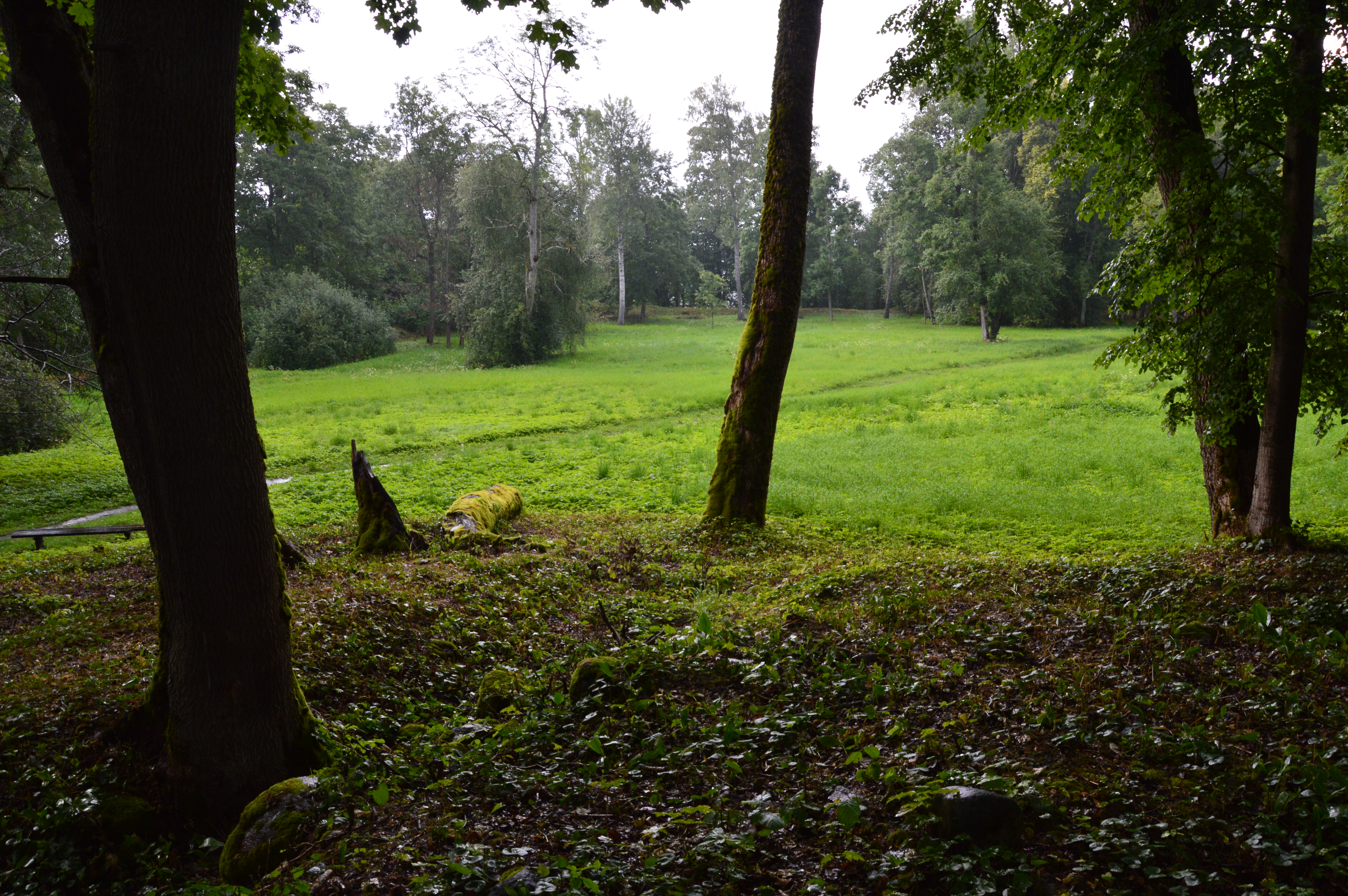
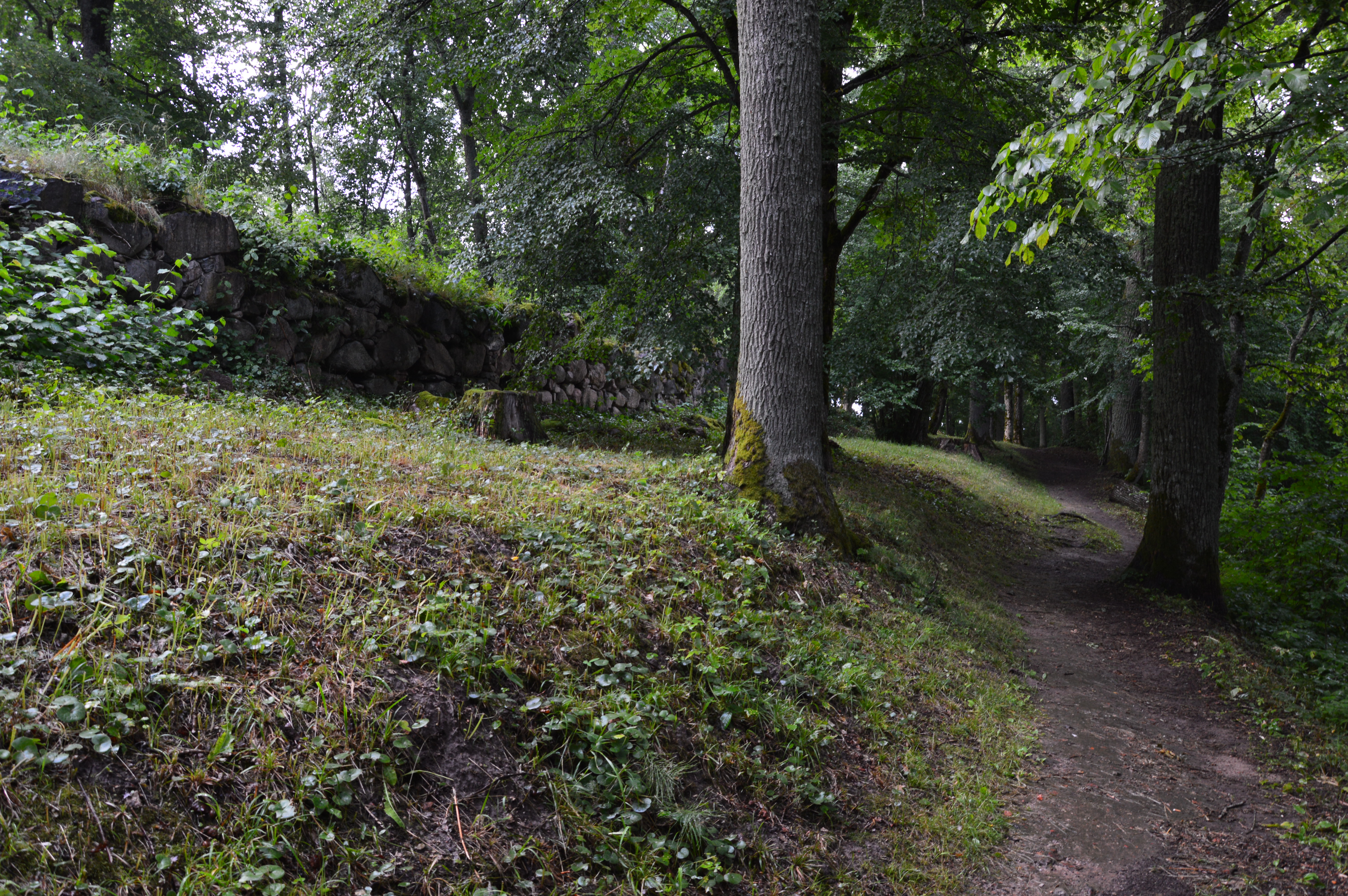
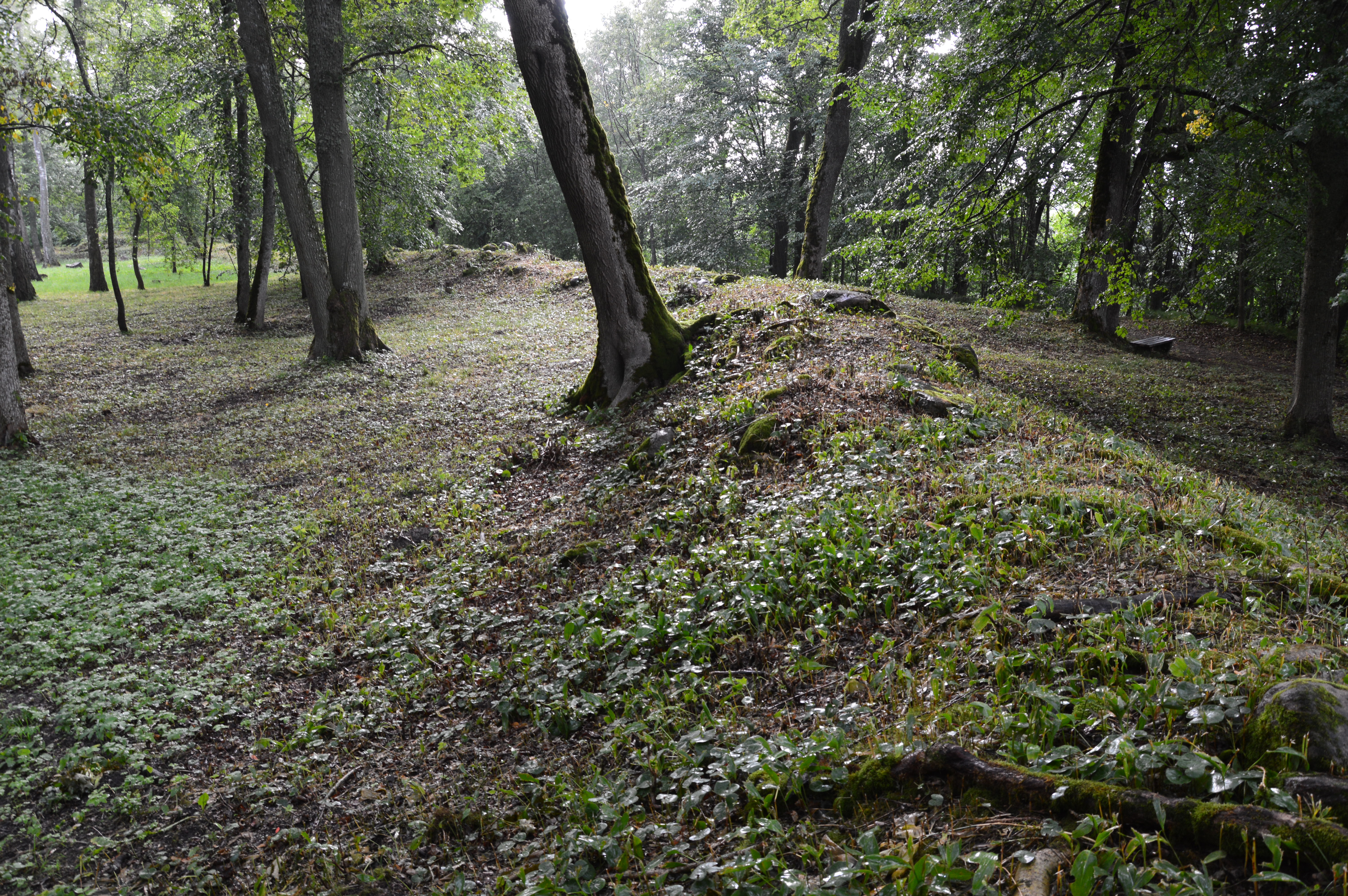
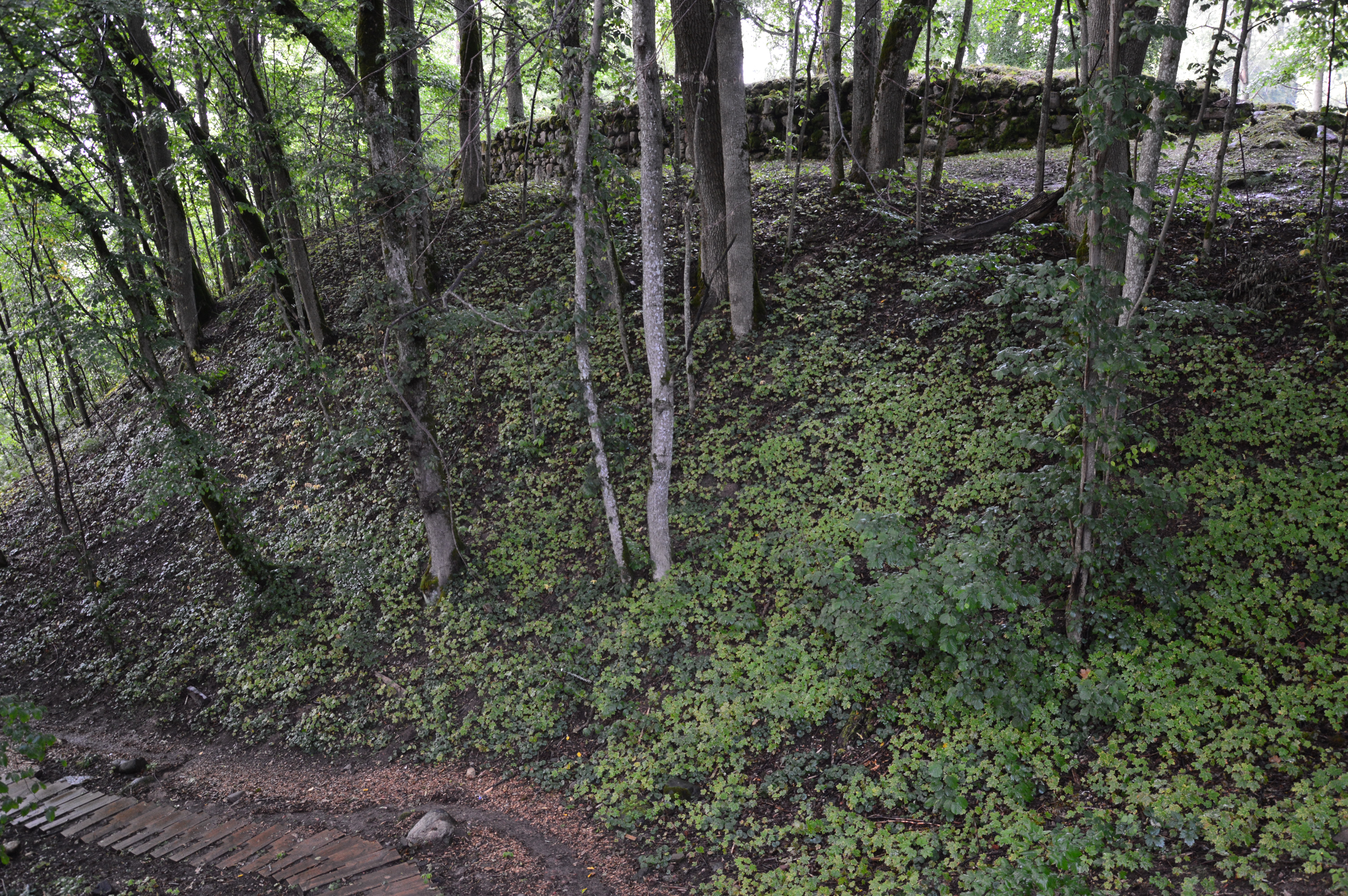